# Roy Marble
Roy Lane Marble, Jr. (Flint, 13 de diciembre de 1966 - Lansing, 11 de septiembre de 2015) fue un baloncestista estadounidense que jugó durante dos temporadas en la NBA; el resto de su carrera profesional transcurrió en la CBA, salvo una temporada en Canadá. Con 1,98 metros de altura, lo hacía en la posición de escolta. Es el padre del también jugador de baloncesto Roy Devyn Marble.

## Trayectoria deportiva

### Universidad
Tras participar en 1985 en el prestigioso McDonald's All-American Team, jugó durante cuatro temporadas con los Hawkeyes de la Universidad de Iowa, en las que promedió 15,8 puntos y 5,0 rebotes por partido. Fue elegido en dos ocasiones en el segundo mejor quinteto de la Big Ten Conference y una más en el tercero. Acabó su carrera como máximo anotador histórico de los Hawkeyes, con un total de 2.116 puntos anotados.

### Profesional
Fue elegido en la vigésimo tercera posición del Draft de la NBA de 1989 por Atlanta Hawks, donde únicamente disputó 162 minutos de juego en toda la temporada, promediando 2,1 puntos y 1,0 rebotes por partido. Al año siguiente fue traspasado, junto con Kenny Smith a Houston Rockets a cambio de John Lucas, Tim McCormick y una futura ronda del Draft, pero no llegó a debutar con el equipo tejano, siendo cortado ante del comienzo de la temporada.
A partir de entonces se busca su carrera en la CBA, jugando con diversos equipos, incluso durante una temporada juega con los Montreal Dragons de la liga de Canadá. En la temporada 1993-94 firma un contrato de 10 días con Denver Nuggets, pero apenas juega unos escasos minutos durante cinco encuentros. Jugó dos temporadas más en la CBA antes de retirarse.
Falleció el 11 de septiembre de 2015, víctima de un cáncer, a los 48 años de edad.

## Estadísticas de su carrera en la NBA

### Temporada regular
| Temporada | Edad | Equipo         | Liga | P  | TIT | MIN | TC  | TCA | %TC  | 3P  | 3PA | %3P  | TL  | TLA | %TL  | R.OF. | R.DEF. | REB | ASIS | ROB | TAP | PER | FP  | PTS |
| 1989-90   | 23   | Atlanta Hawks  | NBA  | 24 | 0   | 6.8 | 0.7 | 2.4 | .276 | 0.0 | 0.1 | .000 | 0.8 | 1.2 | .655 | 0.6   | 0.4    | 1.0 | 0.5  | 0.3 | 0.0 | 0.6 | 0.7 | 2.1 |
| 1993-94   | 27   | Denver Nuggets | NBA  | 5  | 0   | 6.4 | 0.4 | 2.4 | .167 | 0.0 | 0.0 |      | 0.0 | 0.6 | .000 | 0.6   | 1.0    | 1.6 | 0.2  | 0.0 | 0.4 | 0.6 | 0.2 | 0.8 |
| Total     |      |                | NBA  | 29 | 0   | 6.7 | 0.6 | 2.4 | .257 | 0.0 | 0.1 | .000 | 0.7 | 1.1 | .594 | 0.6   | 0.5    | 1.1 | 0.4  | 0.2 | 0.1 | 0.6 | 0.6 | 1.9 |